# اتوسور
اِتوسور یا سوسمارعقابی‌ها (به انگلیسی: aetosaurs) یک کلاد منقرض شده و زره‌دار سنگینی از دورهٔ تریاس پسین که در آمریکای شمالی و جنوبی و نیز اروپا زندگی می‌کردند و وابسته به شاه‌سوسماران، و گیاه‌خوار بودند. تاکنون دو زیرشاخه جدای اتوسور، بر مبنای تفاوت‌های اساسی ریخت‌شناسی که در لاکههای، آن‌ها دیده می‌شود به نام‌های زنجیرسوسماریان و عقابی‌سوسماریان شناسایی شده‌است.